# مسيرة جنازة هينتريكي بلتونييمي
مسيرة جنازة هينتريكي بلتونييمي (بالفنلندية: Peltoniemen Hintrikin surumarssi) أغنية شعبية فنلندية أصلها من بلدة كاوستينن في بوهيانما الوسطى. أشهر نسخها من كلمات رينو هليسما وغناء تابيو راوتافآرا. تختلف كلمات هليسما عن النص الأصلي لبلدة المنشأ لأنها تركز أكثر على الفقر والبؤس، رغم أن هينتريكي كان مزارعاً ميسور الحال.
ينسب عنوان الأغنية لهينتريكي بلتونييمي (1854 - 1936)، مغني شعبي من مدينة كاوستينن.
في صيف عام 2006، نظمت صحيفة هلسنغن سانومات مسابقة، وتم التصويت على الأغنية من قبل القراء كأكثر الأغاني الفنلندية حزناً على الإطلاق.

## وصلات خارجية
- نص الأغنية عل موقع ليمارا